# Sainte Anne (Insel)
Sainte Anne ist eine 2,19 Quadratkilometer große Insel der Seychellen im Indischen Ozean.
Sainte Anne wurde 1742 von dem französischen Entdeckungsreisenden Lazare Picault als erstem Europäer erreicht. 1770 entstand eine Siedlung.
Die überwiegend mit tropischem Regenwald bestandene Insel misst an ihrem höchsten Punkt 246 Meter über dem Meer. Das in Privatbesitz befindliche Sainte Anne liegt 4 Kilometer vor der Nordostküste der Hauptinsel Mahé und der Hauptstadt Victoria und 2 Kilometer nördlich der Île au Cerf und hat vier Strände:
1. Grande Anse (im Südwesten)
2. Royal Beach, an diesem Strand legen Meeresschildkröten ihre Eier von Ende November bis Februar ab
3. Turtle Beach
4. Anse Manon

Am Südwestende der Insel befindet sich seit dem Jahr 2002 das Luxushotel Saint Anne Resort mit 87 Villen.
Sainte Anne ist die größte Insel der sechs zum Sainte Anne Marine National Park gehörenden Inseln und gehört wie diese zum Distrikt Mont Fleuri. 
Nicht verwechselt werden sollte Sainte Anne mit dem zur Seychellen-Insel Praslin gehörenden Verwaltungsbezirk Baie Sainte Anne. 